# یوشیمی اوزاکی
یوشیمی اوزاکی (انگلیسی: Yoshimi Ozaki؛ زادهٔ ۱ ژوئیهٔ ۱۹۸۱) ورزشکار دونده ماراتن اهل ژاپن است.
وی در مسابقات کشوری و بین‌المللی در مجموع برندهٔ ۱ مدال نقره شده‌است.